# SC Heerenveen
A Sportclub Heerenveen (frízül: Sportklub It Hearrenfean) egy holland labdarúgóklub.

## Eredmények
- Eredivisie
  - 2. helyezett (1):  2000
- Holland labdarúgókupa
  - Győztes (1): 2009
  - Döntős (2):  1993, 1997
- UEFA Intertotó-kupa
  - Döntős (1): 2003

## Jelenlegi keret
2024. szeptember 2-i állapot szerint.
| #  |     | Poszt | Név                                                |
| -- | --- | ----- | -------------------------------------------------- |
| 2  | NED | K     | Denzel Hall                                        |
| 4  | NED | V     | Sam Kersten                                        |
| 5  | POL | V     | Paweł Bochniewicz                                  |
| 6  | GER | KP    | Amara Condé                                        |
| 7  | NED | CS    | Ché Nunnely                                        |
| 8  | NED | CS    | Luik Brouwers (csapatkapitány)                     |
| 9  | NOR | CS    | Daniel Karlsbakk                                   |
| 10 | MAR | KP    | Ilias Sebaoui (kölcsönben a Feyenoord csapatától)  |
| 11 | GER | V     | Mats Köhlert                                       |
| 13 | NED | V     | Mickey van der Hart                                |
| 14 | NED | V     | Levi Smans                                         |
| 15 | IRQ | V     | Hussein Ali                                        |
| 17 | NOR | V     | Nikolai Hopland (kölcsönben a Aalesund csapatától) |
| 18 | ROM | CS    | Ion Nicolaescu                                     |

| #  |     | Poszt | Név                 |
| -- | --- | ----- | ------------------- |
| 19 | SWE | KP    | Simon Olsson        |
| 20 | DEN | V     | Jakob Trenskow      |
| 21 | NED | KP    | Espen van Ee        |
| 22 | NED | K     | Bernt Klaveboer     |
| 23 | NED | K     | Jan Bekkema         |
| 24 | IRQ | CS    | Danilo al-Szajed    |
| 26 | GRE | CS    | Dimítrisz Rálkisz   |
| 27 | SRB | V     | Mateja Milovanović  |
| 28 | NED | KP    | Melle Witteveen     |
| 30 | IRN | KP    | Alireza Dzsahánbahs |
| 35 | NED | KP    | Ties Oostra         |
| 39 | NED | KP    | Isaiah Ahmed        |
| 44 | NED | K     | Andries Noppert     |
| 45 | NOR | V     | Oliver Braude       |

## Top gólszerzők
| Szezon    | Játékos neve              | Nemzetiség  | Gólok |
| 1992-1993 | Erik Regtop               | hollandia   | 7     |
| 1993-1994 | Erik Regtop / Erik Tammer | hollandia   | 7     |
| 1994-1995 | Erik Regtop               | hollandia   | 10    |
| 1995-1996 | Jon Dahl Tomasson         | dánia       | 14    |
| 1996-1997 | Jon Dahl Tomasson         | dánia       | 17    |
| 1997-1998 | Ruud van Nistelrooy       | hollandia   | 13    |
| 1998-1999 | Radoslav Samardžić        | jugoszlávia | 12    |
| 1999-2000 | Anthony Lurling           | hollandia   | 18    |
| 2000-2001 | Anthony Lurling           | hollandia   | 12    |
| 2001-2002 | Marcus Allbäck            | svéd        | 15    |
| 2002-2003 | Romano Denneboom          | dán         | 10    |
| 2003-2004 | Gerald Sibon              | hollandia   | 15    |
| 2004-2005 | Klaas-Jan Huntelaar       | hollandia   | 17    |
| 2005-2006 | Klaas-Jan Huntelaar*      | hollandia   | 17    |
| 2006-2007 | Afonso Alves              | brazília    | 34    |
| --------- | ------------------------- | ----------- | ----- |

- Huntelaar-t eladták az Ajax-nak 2006 telén. Az utolsó gólját a Heerenveen-ben éppen az Ajax ellen szerezte.
- Alves felállította a klubrekordot a 34 góljával a 2006/2007-es szezonban.

## További információk

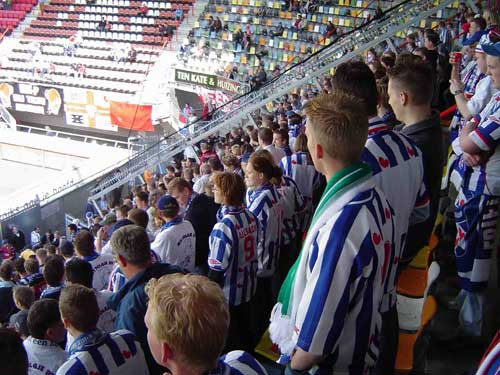
Heerenveen szurkolók az Arke Stadion-ban.

## Híres játékosok
| Dánia - Jon Dahl Tomasson - Daniel Jensen Finnország - Mika Nurmela - Mika Väyrynen Ghána - Prince Polley Görögország - Jórgosz Szamarász |  | Hollandia - Arnold Bruggink - Klaas-Jan Huntelaar - Jerry de Jong - Piet Keur - Kees Kist - Abe Lenstra - Ruud van Nistelrooy - Dennis de Nooijer - Gérard de Nooijer - Marcel Seip - Jeffrey Talan - Erik Tammer - Erik Regtop - Marco Roelofsen |  | Lengyelország - Arkadiusz Radomski Románia - Rodion Cămătaru Oroszország - Igor Korneev Svédország - Marcus Allbäck - Erik Edman - Petter Hansson - Stefan Selakovic Dél-afrikai Köztársaság - Hans Vonk Brazília - Afonso Alves |

## Korábbi vezetőedzők

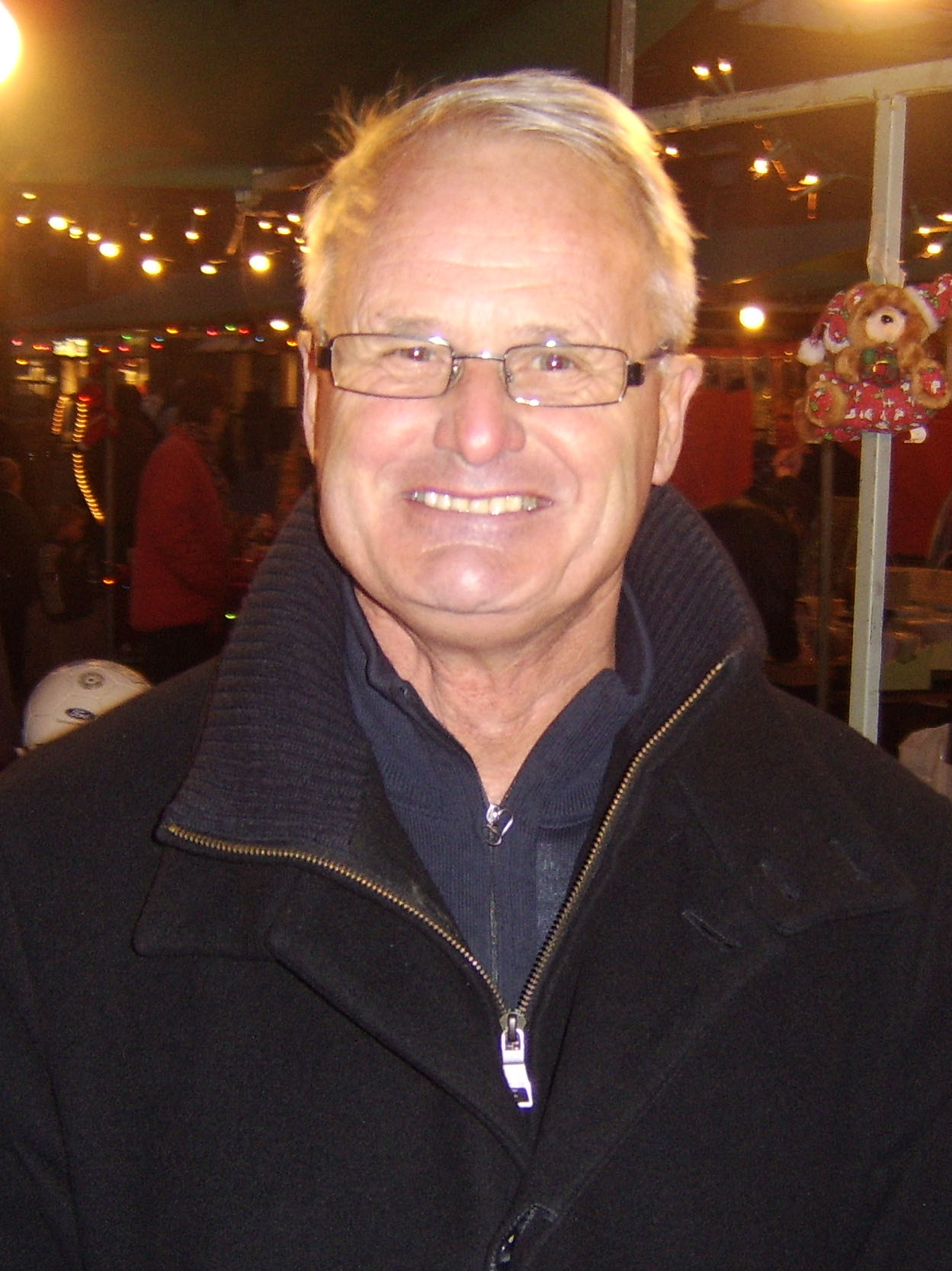
Foppe de Haan 1985-től 2004-ig volt vezetőedző.

- Henk van Brussel
- Foppe de Haan
- Meg de Jongh
- Jan Teunissen
- Zalai László
- Gertjan Verbeek
- Syd Castle
- Fritz Korbach